# ماریو پانی
ماریو پانی دارکی ((به اسپانیایی: Mario Pani Darqui)؛ ۲۹ مارس ۱۹۱۱–۲۳ فوریه ۱۹۹۳) یک معمار و شهرساز مشهور اهل مکزیک بود. او یکی از فعال‌ترین شهرسازان شیوه معجزه مکزیکی بود و از دهه ۱۹۳۰ تا ۱۹۶۰، برخی از نمادین‌ترین ساختمانهای مکزیک را همیشه با نگاه به رشد شهری توسعه داد، ماریو پانی در شکل‌دادن به بخش‌های زیبایی از شهر مکزیکو سیتی، با ساختمانهای نمادین نقش داشت که امروزه از ویژگی‌های این کلان‌شهر هستند. مانند پردیس اصلی دانشگاه مستقل ملی مکزیک (Unidad Habitacional Nonoalco-Tlatelolco (UNAM با پیروی از اصول شهرسازی لو کوربوزیه، مدرسه عادی معلمان (مکزیک)، هنرستان ملی موسیقی و سایر پروژه‌های بزرگ مسکن که «چند خانواده» نامیده می‌شود. او هم در کشور خود و هم در پاریس فرانسه در رشته معماری تحصیل کرد.
پسر او نات پانی (Knut Pani) از هنرمندان شناخته شده‌است.

## نگارخانه

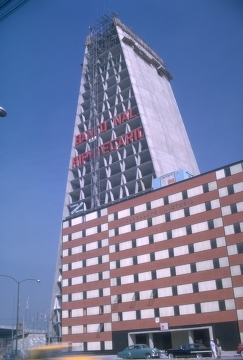
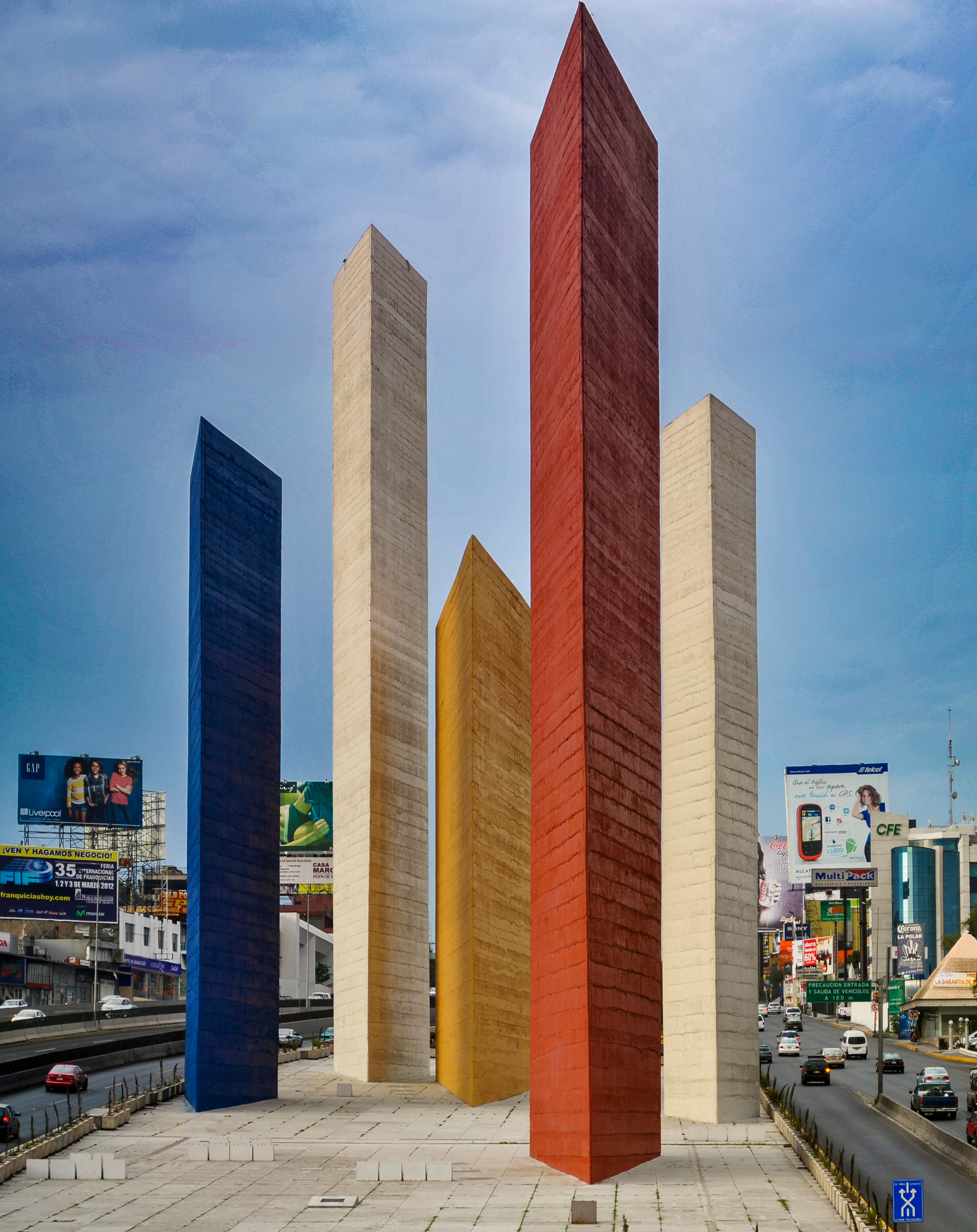
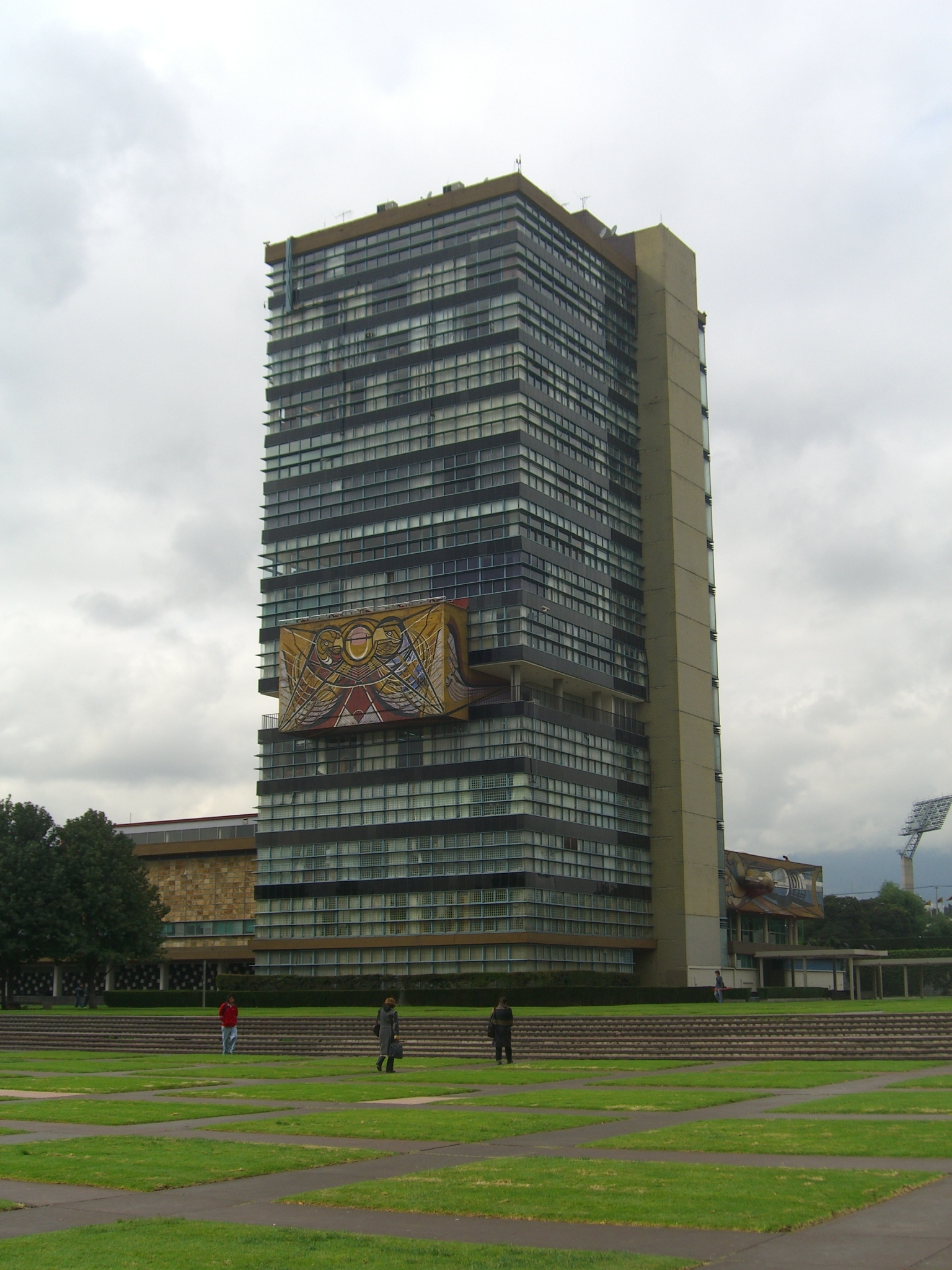
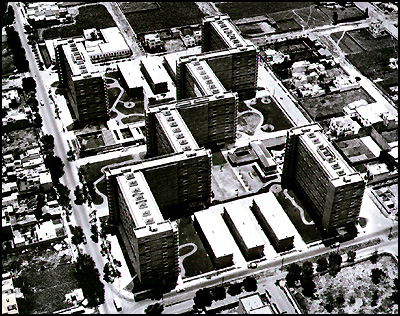
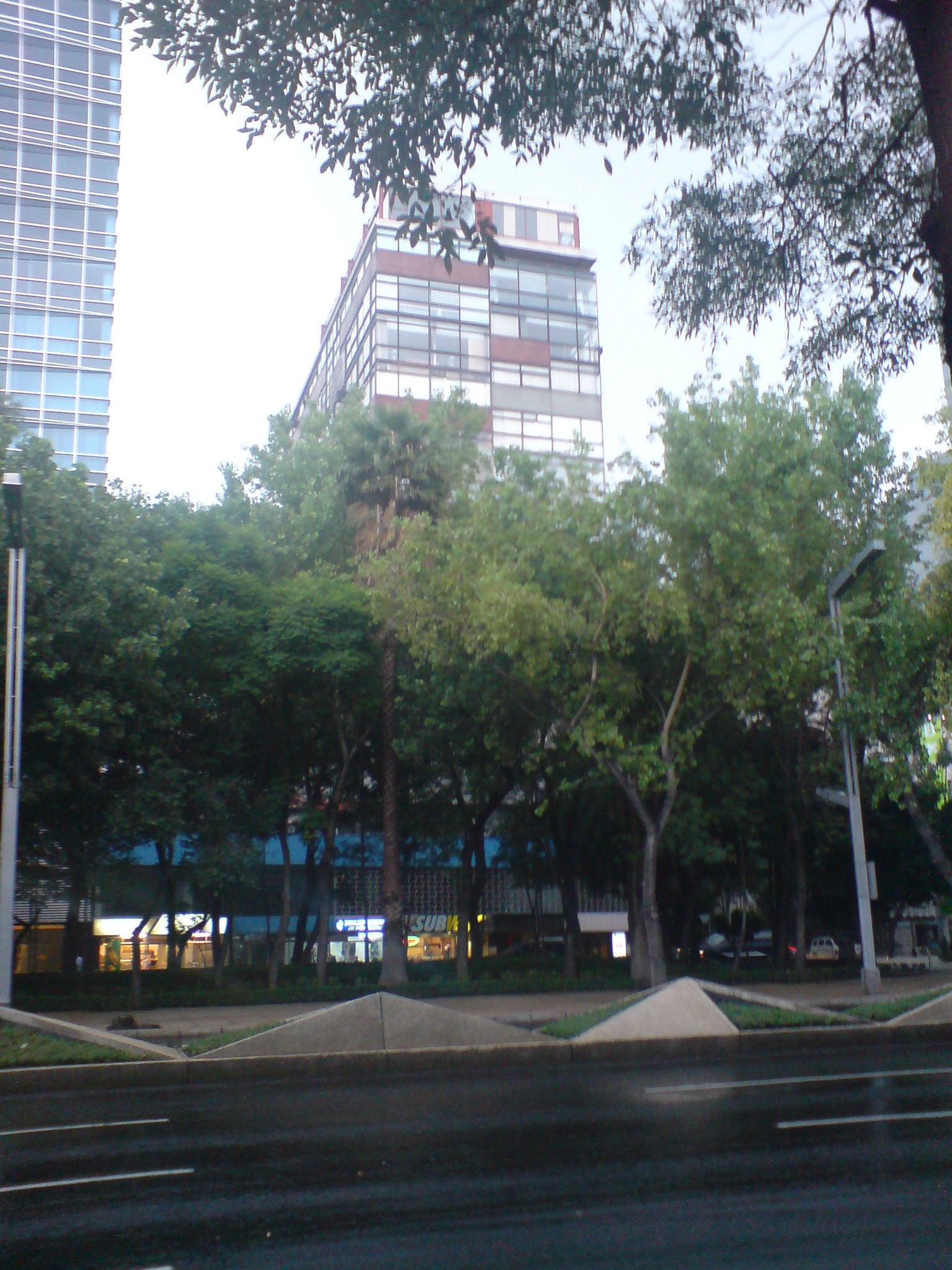
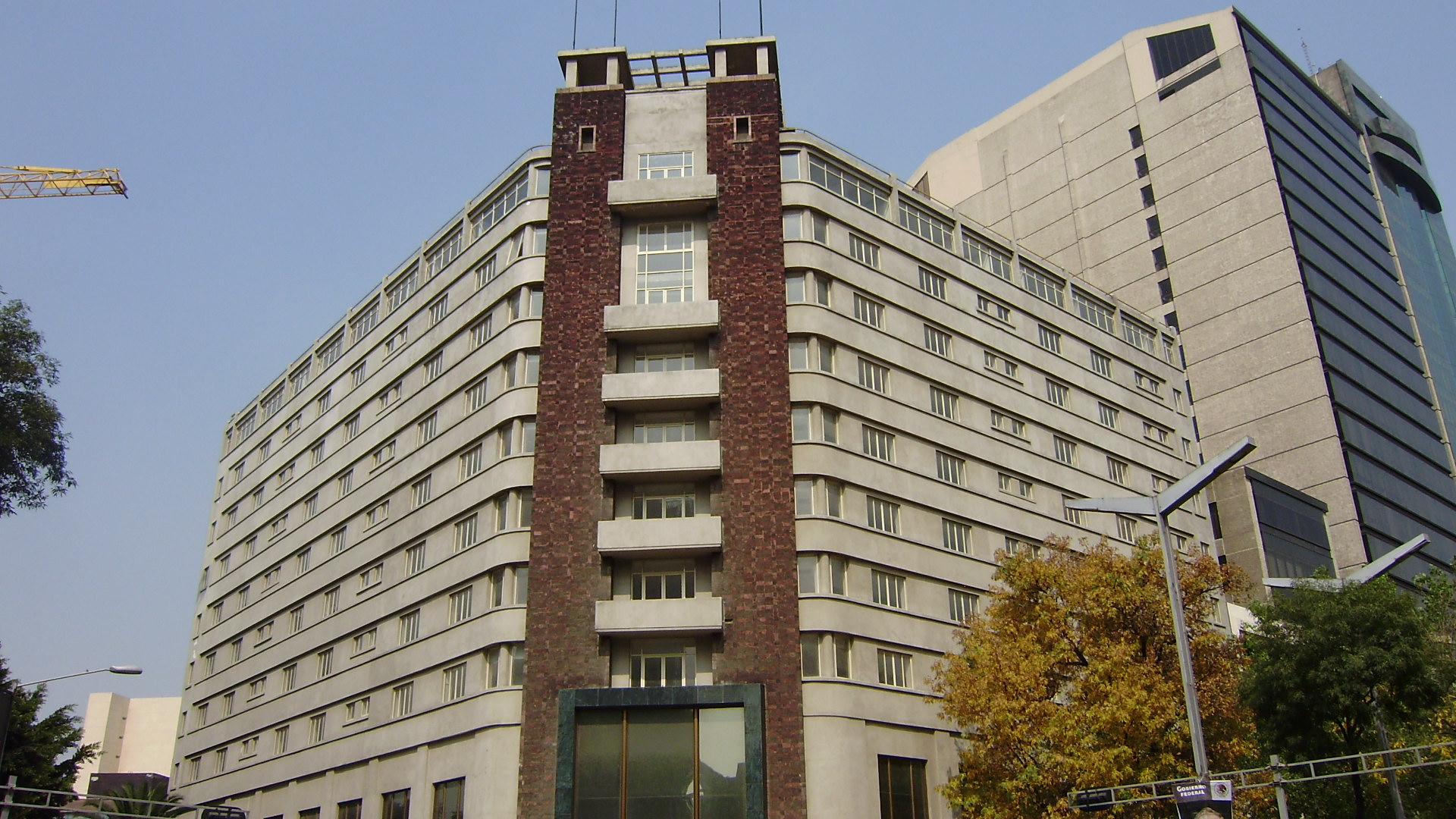
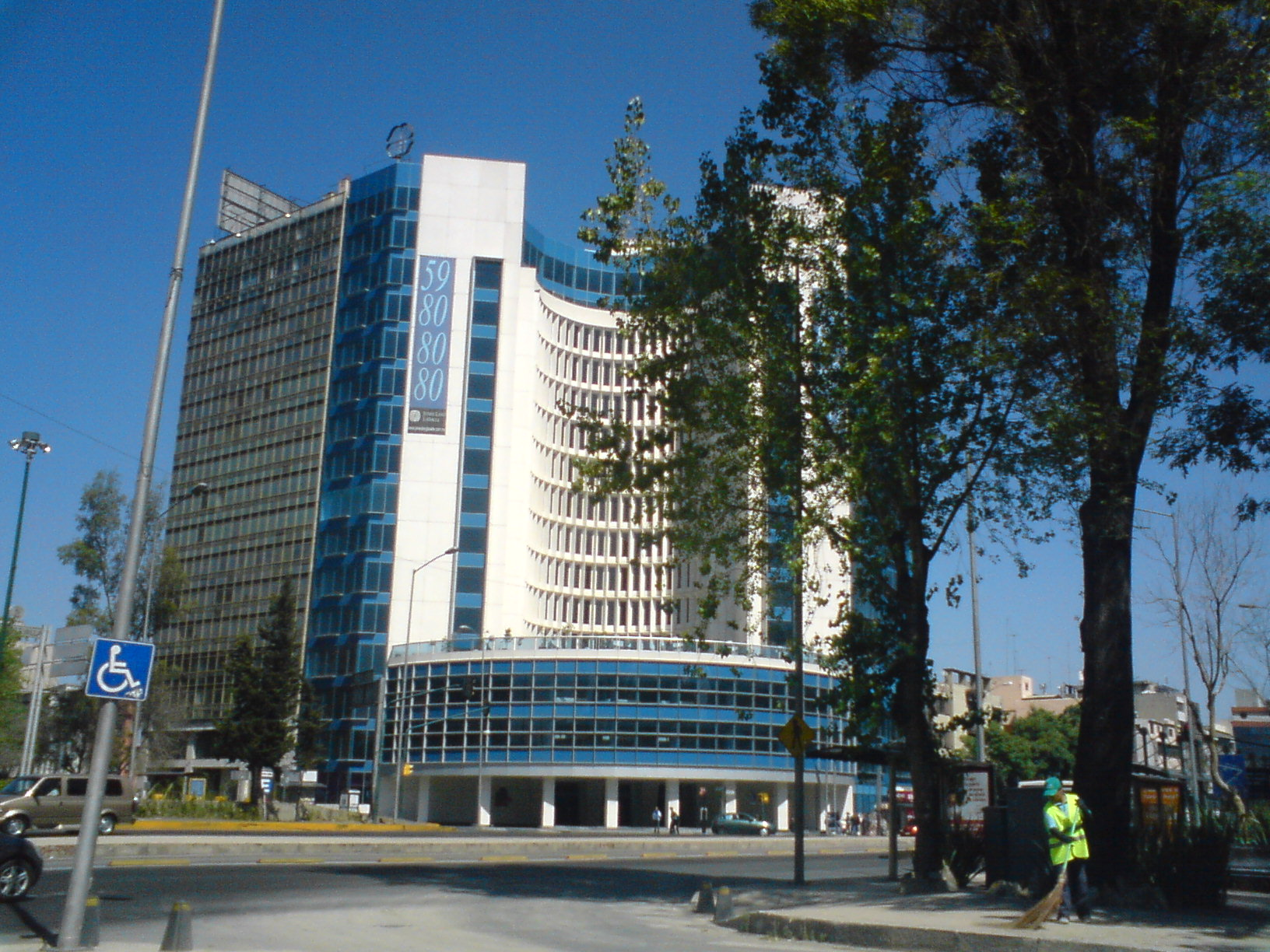
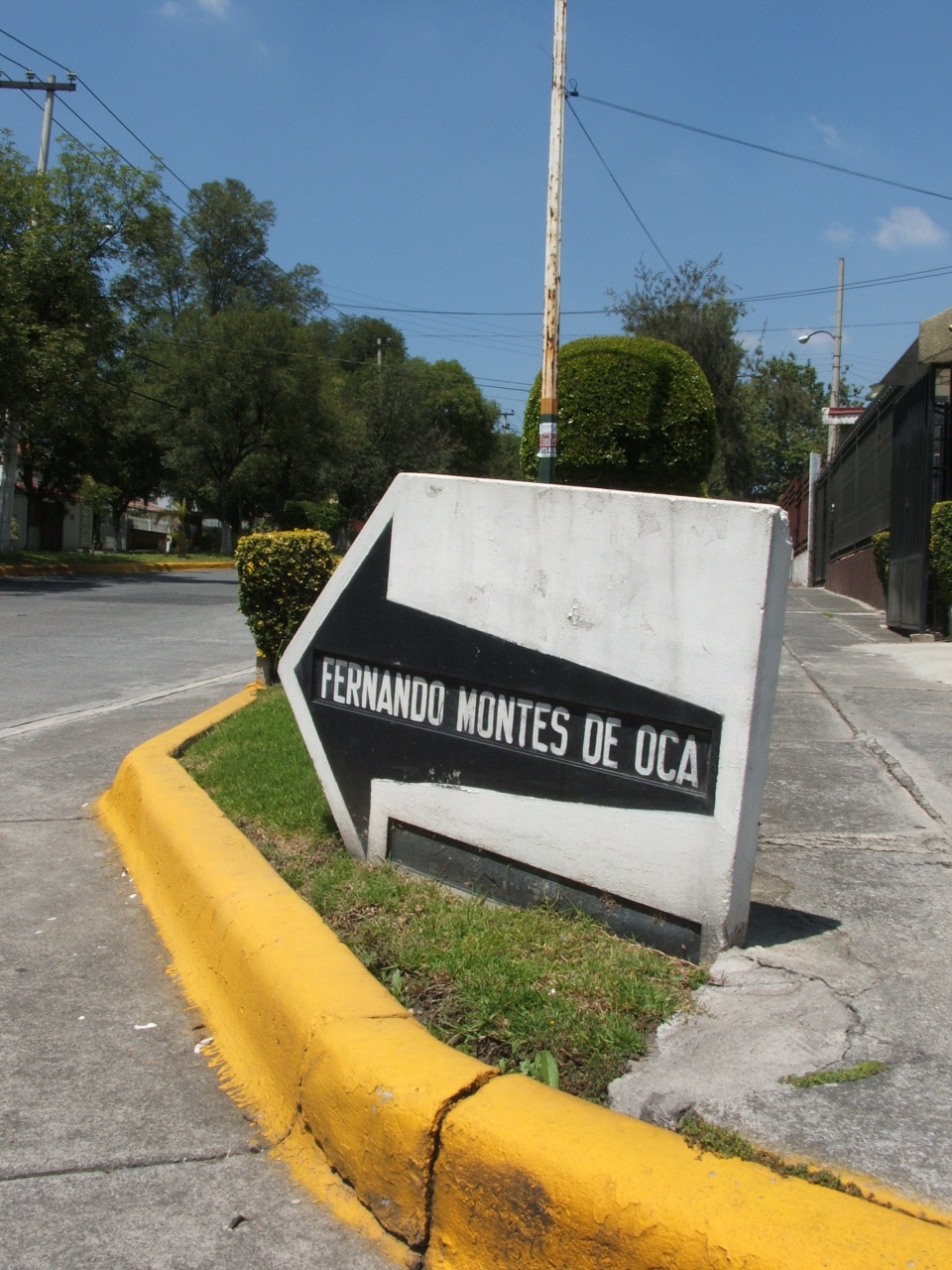
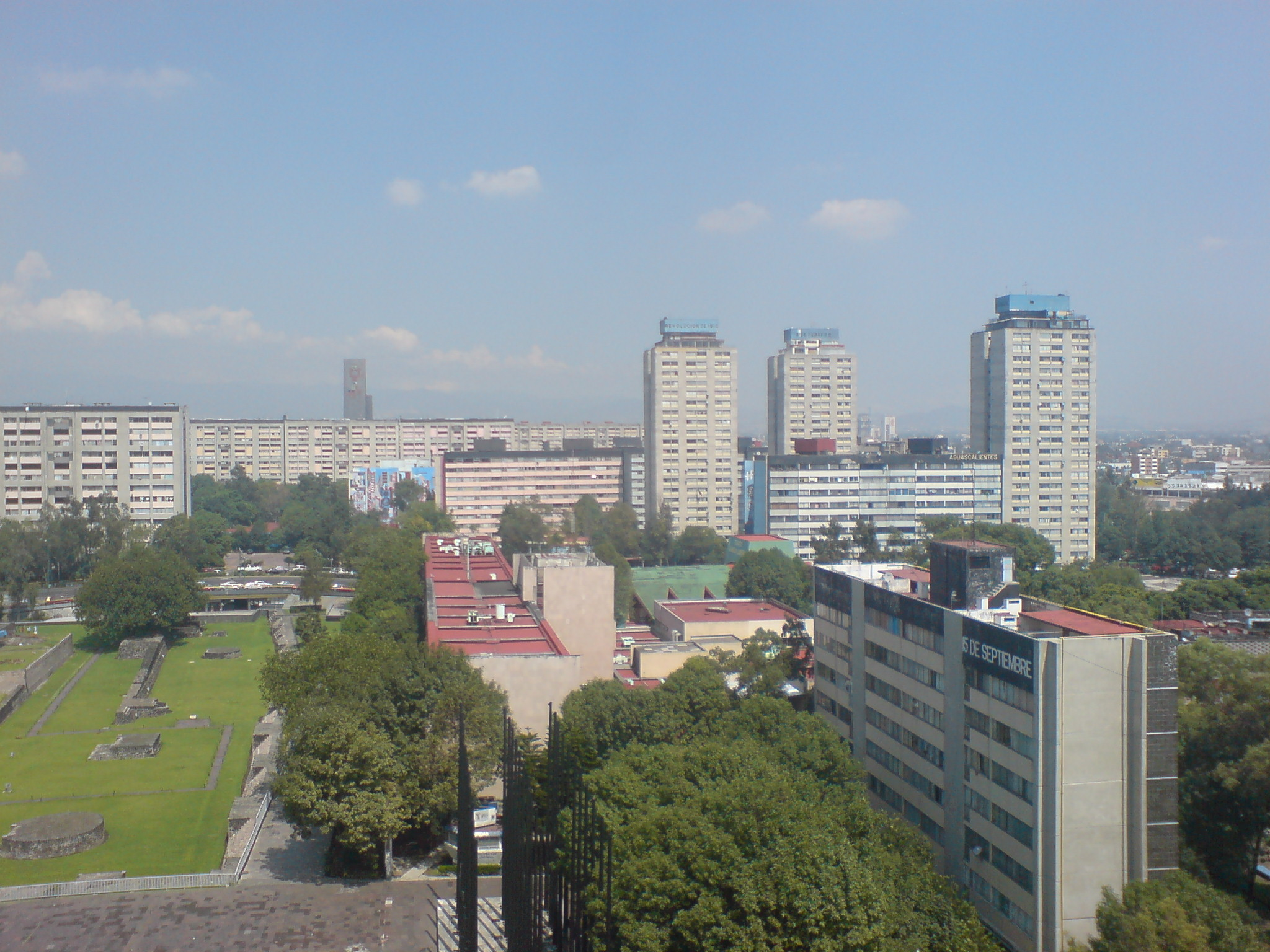
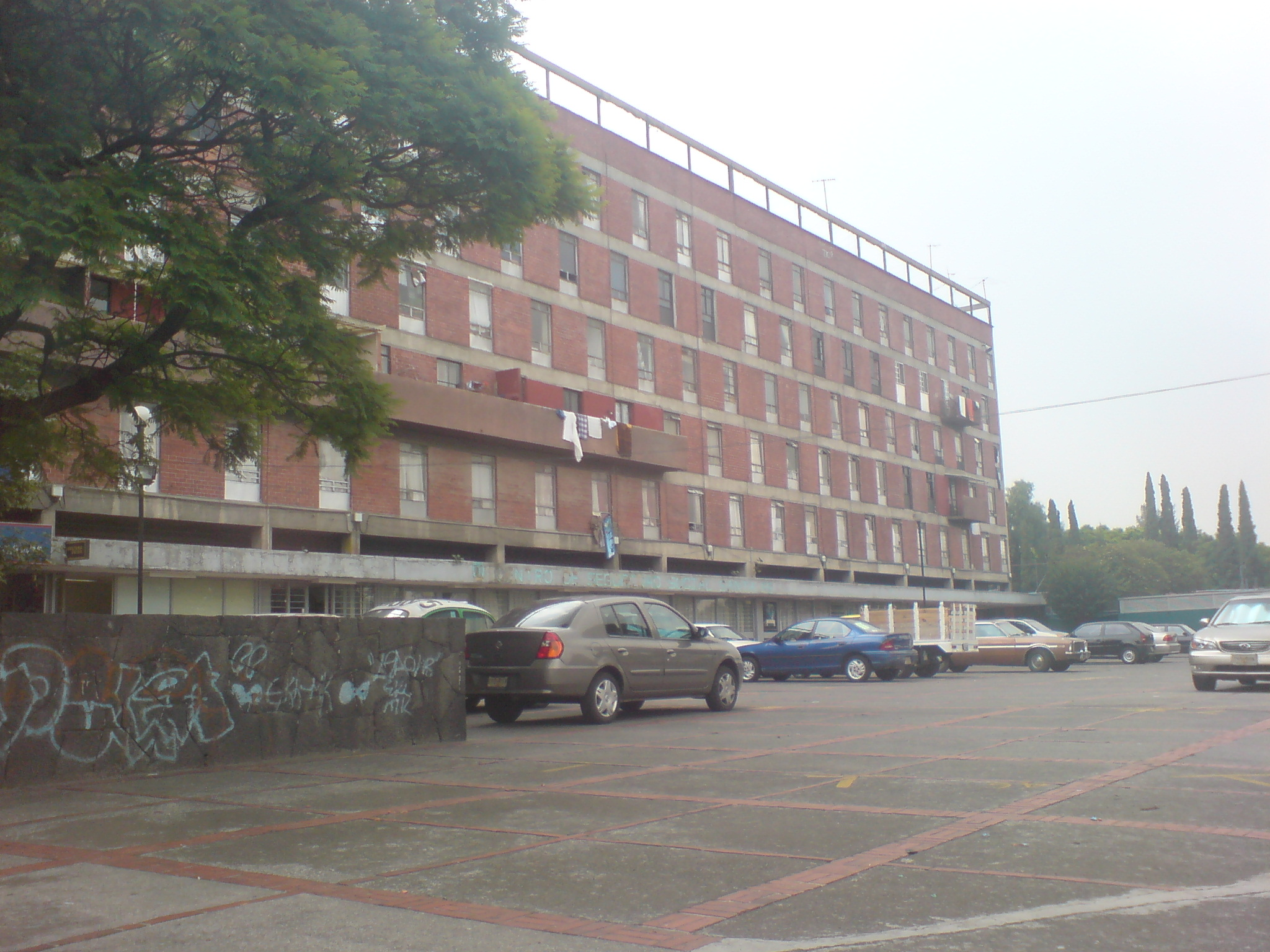
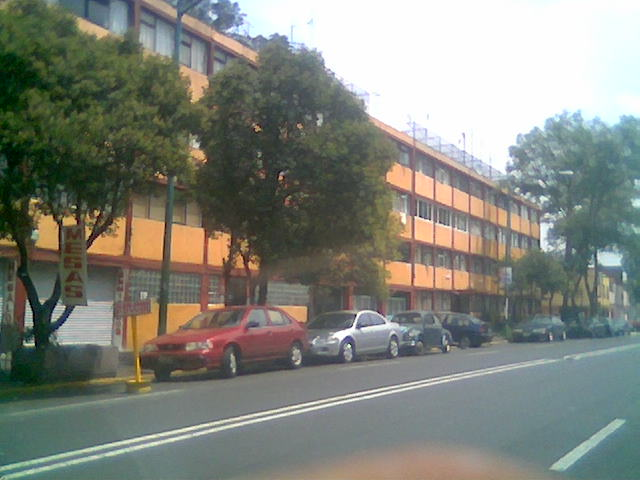
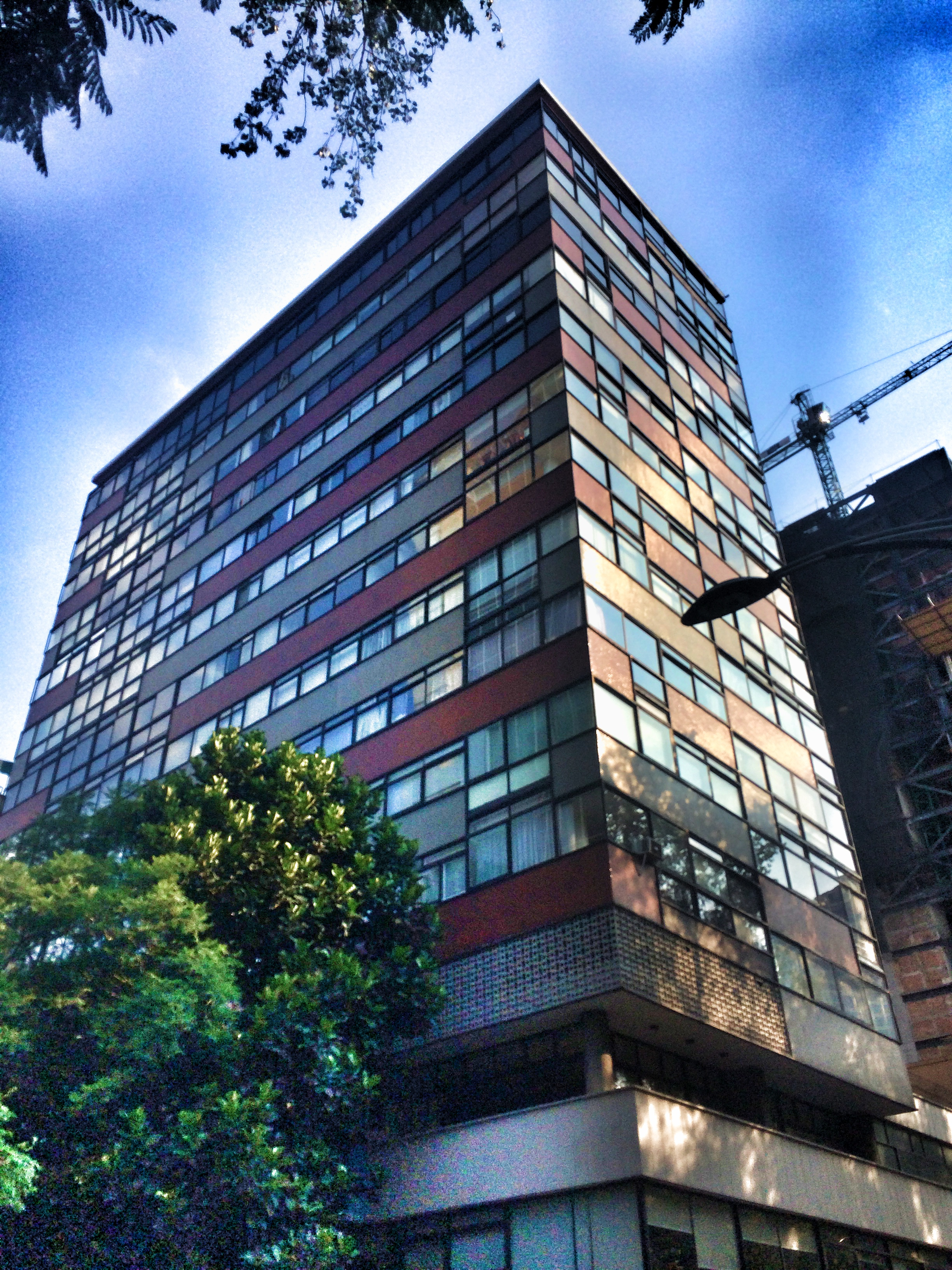
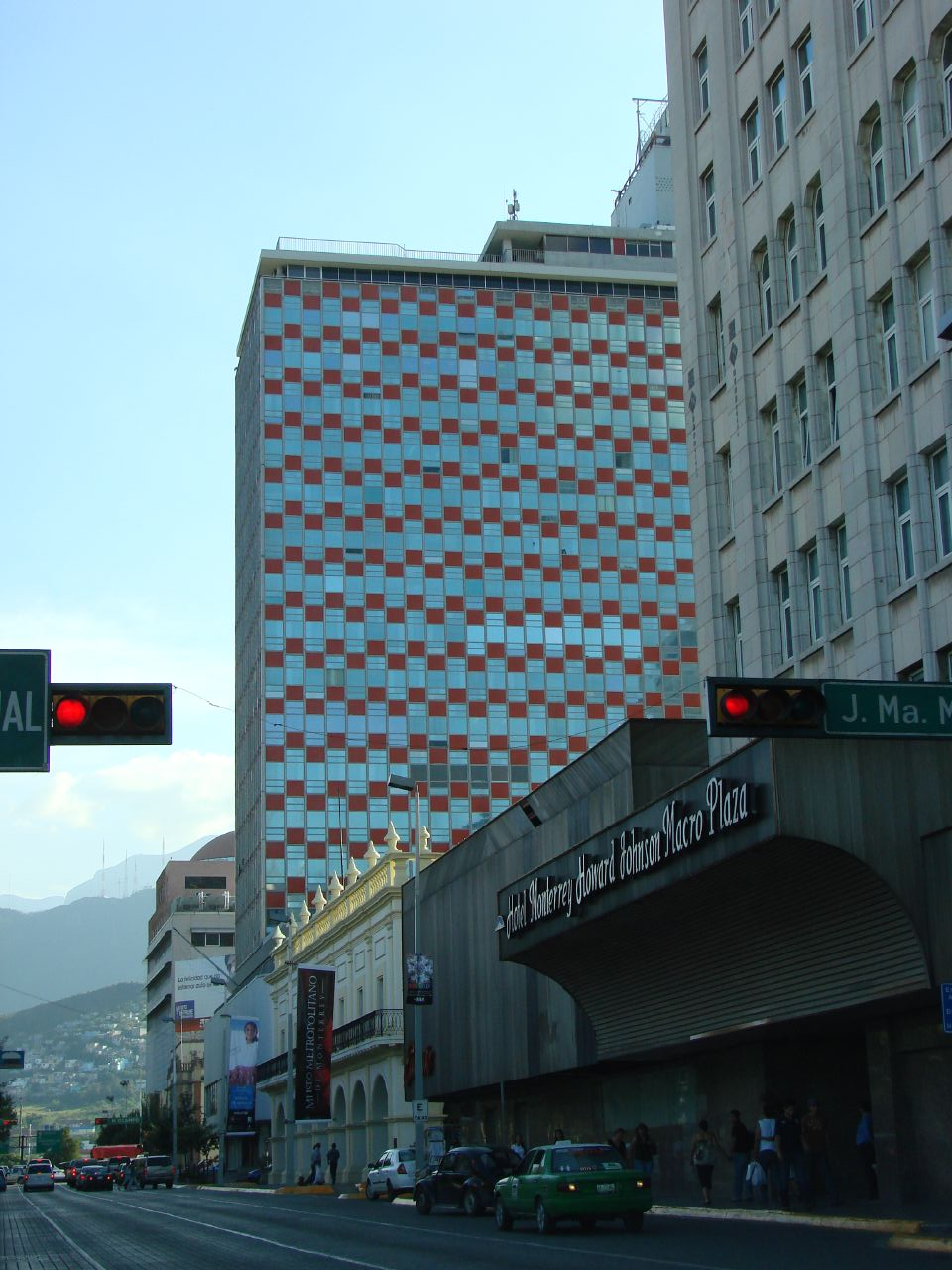
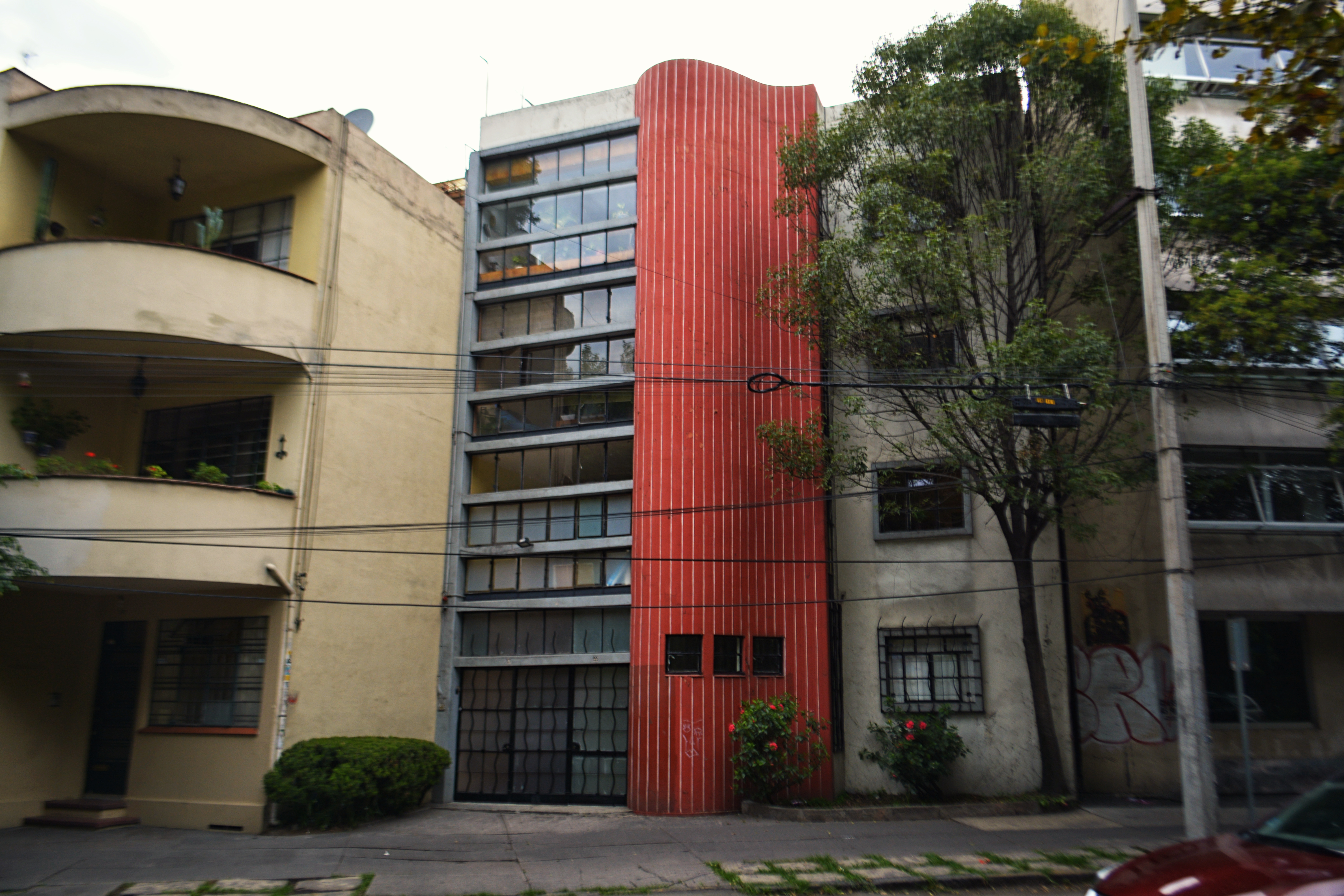